# Famille Longo
Pour les articles homonymes, voir Longo.
 (juillet 2024).
Si vous disposez d'ouvrages ou d'articles de référence ou si vous connaissez des sites web de qualité traitant du thème abordé ici, merci de compléter l'article en donnant les références utiles à sa vérifiabilité et en les liant à la section « Notes et références ».
La famille Longo (ou Longhi) est une famille patricienne de Venise, originaire de Rimini.

## Historique
Originaire de Rimini, la famille est chassée en 1043.
Ils sont exclus[Quand ?] de la noblesse à la clôture du Maggior Consiglio. Nicolò et Lorenzo permettent à la famille d'être réadmise à la noblesse après la guerre de Gênes, au XIVe siècle.

## Personnalités
- Gerardo, à la tête des armées au XIIIe siècle ;
- Guglielmo Longhi fut créé cardinal en 1294 par Boniface VIII.

## Armes

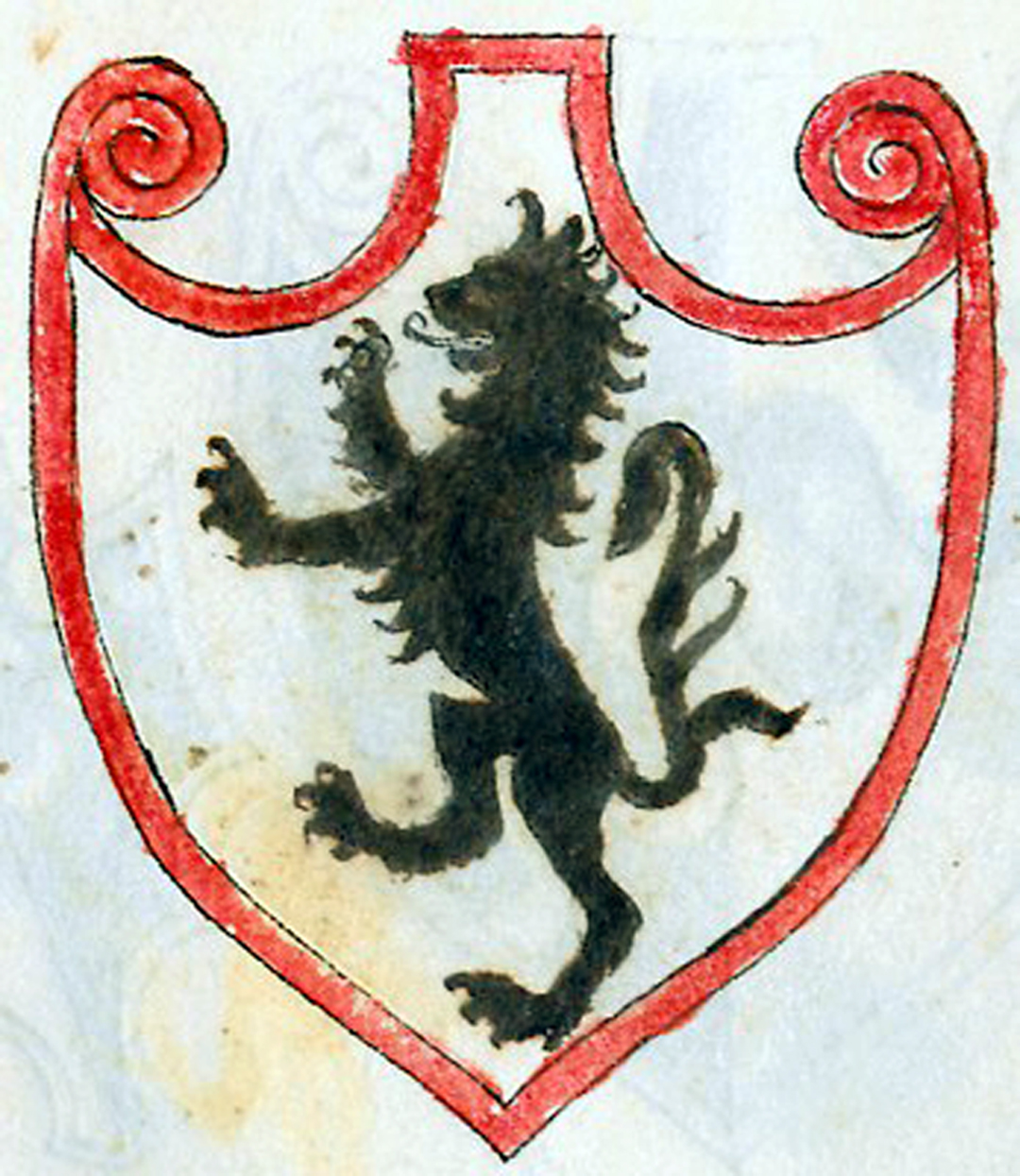
Les armes de la famille Longo.

Les armes des Longo se blasonnent ainsi d'argent à un Lion de sable couronné d'or.

## Demeure

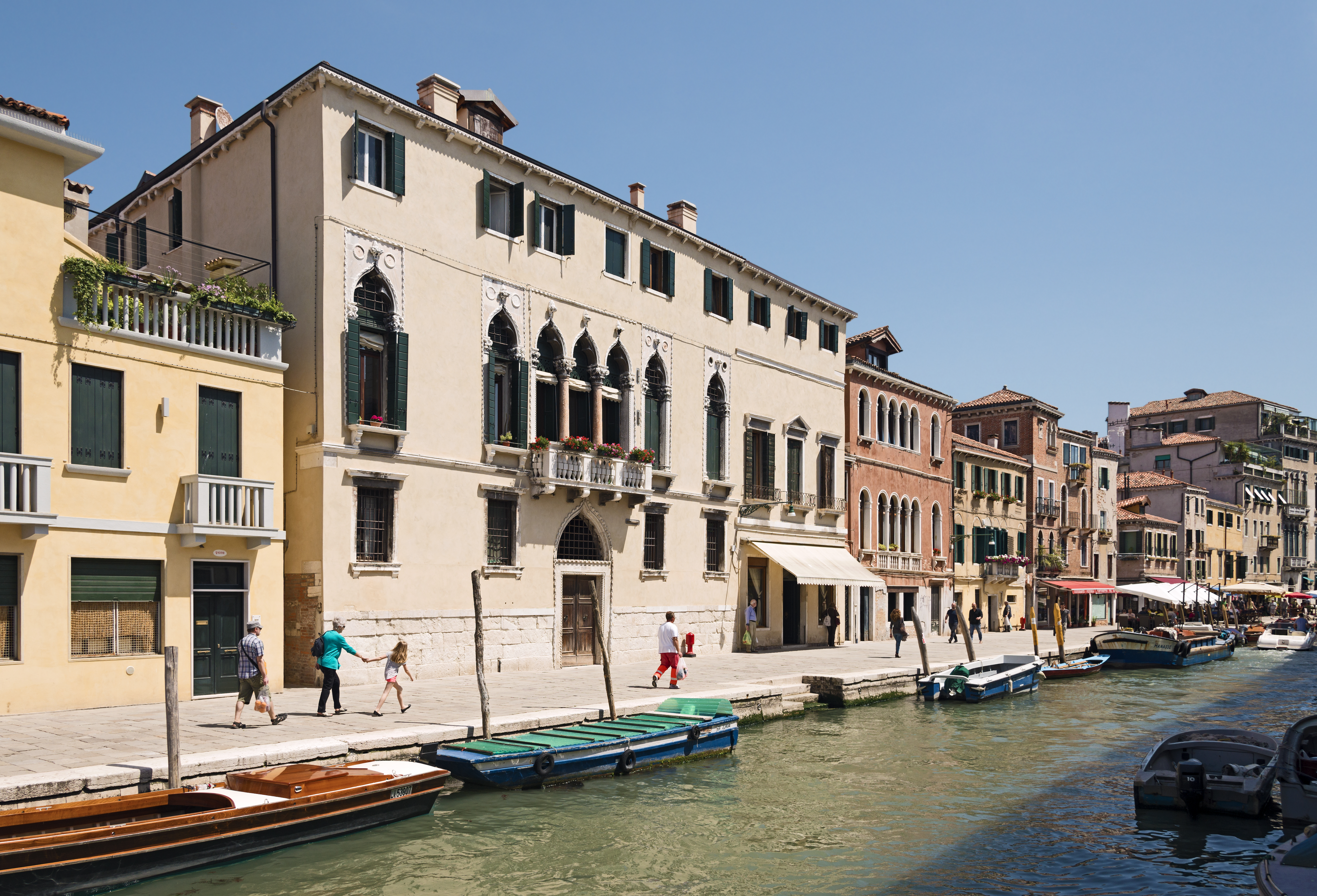
Le Palazzo Longo a Cannaregio

- Palazzo Longo, a Cannaregio.